# Parma (provincie)
De provincie Parma is gelegen in de Noord-Italiaanse regio Emilia-Romagna. Ze grenst in het noorden aan de Lombardische provincies Cremona en Mantua. In het oosten aan de provincie Reggio Emilia, in het zuiden aan de Toscaanse provincie Massa-Carrara en de Ligurische provincie La Spezia, ten slotte ligt ten westen van Parma de provincie Piacenza.
In het noorden vormt de rivier de Po een natuurlijke grens met de Lombardische provincies. Het laaggelegen deel van de provincie is dichter bevolkt dan het bergachtige achterland. Parma is de Italiaanse koploper in de voedingsmiddelenindustrie. Wereldberoemd zijn de parmaham en Parmezaanse kaas. De hoofdstad Parma is na Bologna de grootste stad van de regio Emilia-Romagna. De binnenstad telt vele bezienswaardige monumenten waaronder de 12e-eeuwse Dom Santa Maria Assunta en het baptisterium.
Een andere bezienswaardige stad in de Povlakte is Fidenza dat tot 1927 de naam Borgo San Donnino had. De naam Fidenza is gebaseerd op de Fidentia Julia zoals de Romeinen de stad noemden. Ongeveer tien kilometer ten zuiden van de stad ligt het chique kuuroord Salsomaggiore Terme dat ieder jaar het toneel is voor de verkiezing van Miss Italia.
Het bergland van de Apennijnen is hier redelijk goed ontsloten door de aanwezigheid van de snelweg A15. In het hoogste deel liggen de wintersportgebieden van Lagdei en Schia.

## Foto's

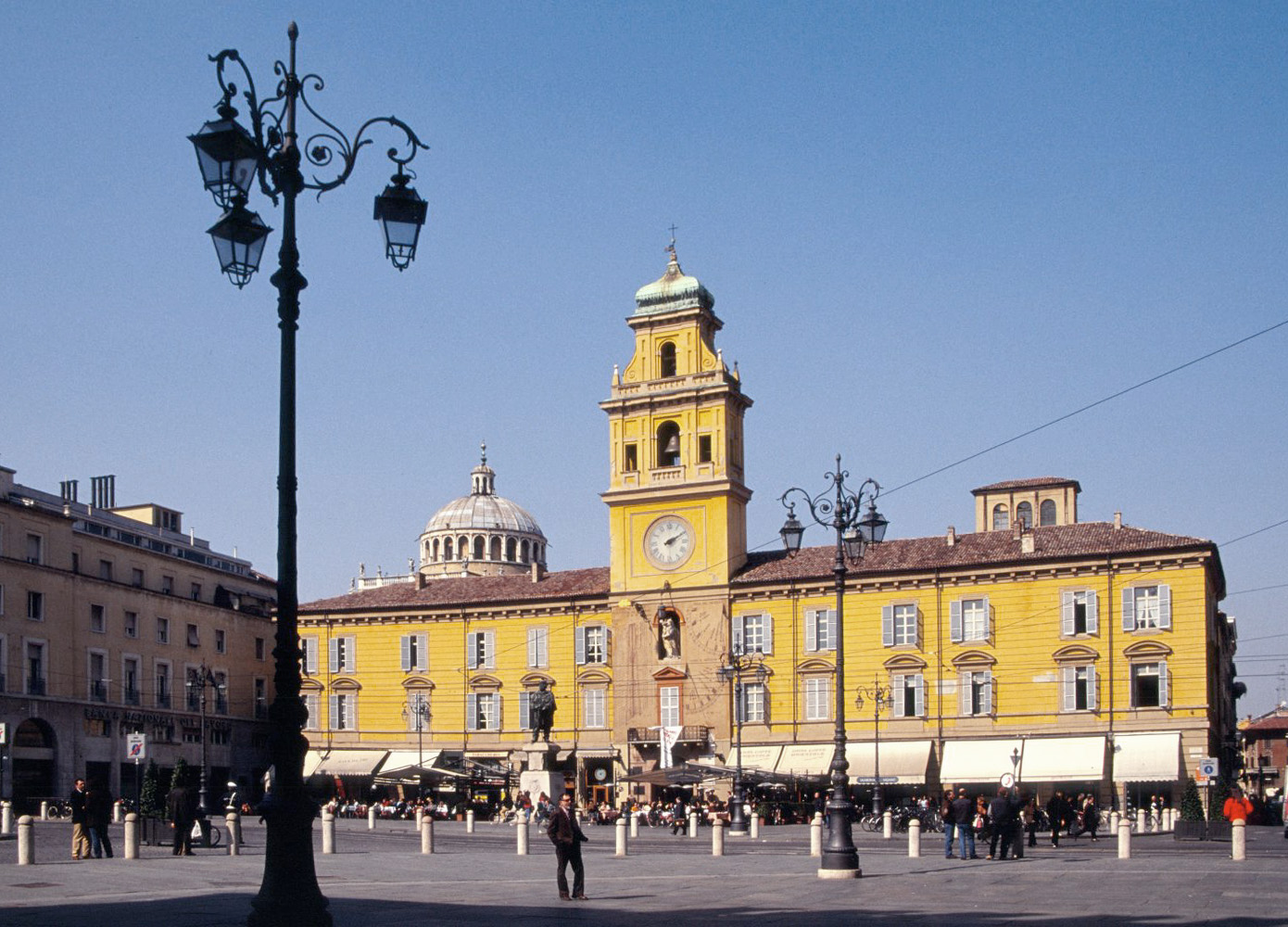
Parma: stadhuis

## Belangrijke plaatsen
- Parma (174.471 inw.)
- Fidenza (23.355 inw.)
- Salsomaggiore Terme (17.875 inw.)